# Kazu Kibuishi
Kazu Kibuishi (né le 8 avril 1978 à Tokyo) est un auteur de bande dessinée et animateur américain d'origine japonaise. 
Il a notamment créé en 2002 la bande dessinée en ligne Copper (en), dirigé de 2004 à 2011 le collectif annuel Flight (en) (publié par Image Comics puis Ballantine Books), et lancé en 2008 la série d'aventures pour enfants Amulet (publiée par Scholastic).

## Distinctions
- 2016 :   Prix Sproing de la meilleure bande dessinée étrangère pour Amulet